# مخیریق
مُخَیْریق بن‌النضیر یکی از بزرگان بنی‌نضیر و عالم آنان به شمار می‌آمد. او نمایندۀ سومین گروه یهودی در پیمان محمد‌بن‌عبدالله (پیامبر اسلام) بود. هنگامی که محمد‌ برای غزوۀ احد از مدینه بیرون رفت مخیریق به قوم خود گفت: «می‌دانید که او پیامبر خدا است و باید او را یاری کنیم». یهودیان گفتند: «امروز شبات است» و از همراهی او سرباز زدند. مخیریق سلاح به دست گرفت و به غزوه احد آمدند و همراه مسلمانان جنگید تا کشته شد. محمد‌ در وصف او گفته: مخیریق یکی از بهترین یهودیان بود.

## وقف اموال
اولین صدقه در اسلام وقفی بود که حضرت محمد (ص) گفت و آن‌چنان بود که مخیریق که از علمای بزرگ یهود مدینه بود بعد از مسلمان‌ شدن به همراه محمد در جنگ احد شرکت کرد.ناگفته نماند که مخیریق، مردی ثروتمند با باغ‌های نخل بسیار بود. مخیریق که در جنگ احد مسلمان شده‌ بود همراه سپاه اسلام در جنگ با مشرکان شرکت داشت. هنگامی که به سوی احد حرکت کرد گفت: اگر من کشته شدم هفت قطعه از باغ‌های من از آنِ محمد باشد. مخیریق در جریان غزوۀ احد کشته شد و طبق وصیتش اموال او که شامل نخلستان‌های هفت‌گانۀ اعواف، صافیه، دلال، میثّب (منبت – میثم)، بٌرقَه، حٌسنی، مشربه‌ ام ابراهیم بود به محمد رسید. پیامبر اسلام نیز این اموال را در سال هفتم هجری وقف کرد. گفته شده‌است موقوفات محمد در مدینه عموماً از همین اموال مخیرق بود.
در روایتی از جعفر صادق نقل شده که «حیطان هفت‌گانه اعواف، صافیه، دلال، میثب، برقه، حسنی و مشربه‌ام ابراهیم موقوفه یا موقوفات رسول اکرم بود که بعد از رحلت آن حضرت در اختیار حضرت فاطمه بود که بعدها دعوائی در مورد آن‌ها مطرح شد و حضرت علی بر وقفیت آن‌ها گواهی داد و حضرت فاطمه نیز آن‌ها را موقوفه معرفی فرمود» و عایدات آن را برای بنی‌هاشم و بنی‌مطلب قرار داد. از امام هشتم شیعیان، علی بن موسی الرضا نیز روایت مشابهی نقل شده‌است: «رسول خدا اموالی را وقف حضرت فاطمه نمودند تا از آن به ضعفای قوم خود و کسانی را که بعد ایشان هستند، انفاق کنند؛ بعد وفات پیامبر اسلام، عباس (عموی پیامبر) بر سر تصاحب آن با حضرت فاطمه به مخاصمه پرداخت. امام علی و دیگران گواهی دادند که آن وقف حضرت فاطمه است».